# 서정 (동오)
서정(徐整, 220년 ~ 265년)은 중국 삼국 시대 동오의 관료로, 자는 문조(文操)이며 예장군 사람이다.
반고(盤古)의 천지창조 신화와 삼황오제(三皇五帝)에 대한 내용을 담고 있는 《삼오역기(三五歷記)》와 《오운역년기(五運歷年紀)》를 저술하였다.